# Les Appalaches
Les Appalaches ist eine regionale Grafschaftsgemeinde (französisch municipalité régionale de comté, MRC) in der kanadischen Provinz Québec.
Sie liegt in der Verwaltungsregion Chaudière-Appalaches und besteht aus 19 untergeordneten Verwaltungseinheiten (zwei Städte, 13 Gemeinden und vier Sprengel). Die MRC wurde am 1. Januar 1982 gegründet. Der Hauptort ist Thetford Mines. Die Einwohnerzahl beträgt 42.346 (Stand: 2016) und die Fläche 1.912,49 km², was einer Bevölkerungsdichte von 22,1 Einwohnern je km² entspricht. Bis zum 15. November 2008 hieß die MRC L’Amiante.

## Gliederung
Stadt (ville)
- Disraeli
- Thetford Mines

Gemeinde (municipalité)
- Adstock
- Beaulac-Garthby
- East Broughton
- Irlande
- Kinnear’s Mills
- Saint-Adrien-d’Irlande
- Sainte-Clotilde-de-Beauce
- Saint-Fortunat
- Saint-Jacques-de-Leeds
- Saint-Jean-de-Brébeuf
- Saint-Julien
- Saint-Joseph-de-Coleraine
- Saint-Pierre-de-Broughton

Sprengel (municipalité de paroisse)
- Disraeli
- Sacré-Cœur-de-Jésus
- Sainte-Praxède
- Saint-Jacques-le-Majeur-de-Wolfestown

## Angrenzende MRC und vergleichbare Gebiete
- Lotbinière
- Beauce-Centre
- Beauce-Sartigan
- Le Granit
- Le Haut-Saint-François
- Les Sources
- Arthabaska
- L’Érable